# Shelley Smith (écrivain)
Pour les articles homonymes, voir Smith.
Shelley Smith, pseudonyme de Nancy Hermione Bodington, née Courlander, le 12 juillet 1912 à Richmond, et morte le 15 avril 1998 dans le Sussex, est une scénariste et auteur britannique de roman policier.

## Biographie
Elle fait presque toutes ses études en France, d'abord à Cannes, puis au Lycée Femina de Paris. Elle fréquente ensuite la Sorbonne de 1929 à 1931.
Elle amorce sa carrière littéraire en 1942 avec Background for Murder, un whodunit où apparaît l'inspecteur Jacob Chaos qui revient dans He Died of Murder! (1947). C'est pourtant dans le récit criminel axé sur l'étude psychologique qu'elle fait sa marque, notamment dans La Meurtrière (Come and Be Killed!, 1946) où l'inspecteur Johnson de la police de Londres a maille à partir avec plusieurs femmes dépressives, dont l'une troque son rôle de victime pour assassiner ceux qui l'oppressent. Dans Aux innocents les mains rouges (The Woman In The Sea, 1948), une épouse insouciante et infantile acquiert une maturité singulière après le procès concernant le meurtre de son mari. Mauvais Ménage (The Party at No. 5, 1954) raconte la haine grandissante qui s'accroît peu à peu entre deux femmes plus très jeunes qui sont contraintes par la nécessité de cohabiter. C'est toutefois La Fin des fins (The Ballad of the Running Man), roman nommé pour un Edgar et couronné par le Grand prix de littérature policière, qui présente l'intrigue la plus achevée quand un homme, qui se fait passer pour mort afin de toucher des assurances et vivre discrètement avec sa « veuve », est reconnu par une ancienne connaissance qu'il devient impératif d'éliminer. Ce roman a été adapté au cinéma en 1963 par Carol Reed sous le titre Le Deuxième Homme (The Running Man).
Shelley Smith a également publié quelques nouvelles policières, des histoires de fantômes et, après 1978, trois romans sentimentaux. Elle a aussi été scénariste pour le film Les Yeux du témoin (Tiger Bay) de J. Lee Thompson.

## Œuvre

### Romans policiers

#### SérieInspecteur Jacob Chaos
- Background for Murder (1942)
- He Died of Murder! (1947)

#### Autres romans policiers
- Death Stalks a Lady (1945)
- This Is the House (1945)
- Come and Be Killed! (1946) Publié en français sous le titre La Meurtrière, Paris, Albin Michel, Le Limier no 5, 1951 ; réédition, Paris, Opta, collection Littérature policière, 1977
- The Woman In The Sea (1948) Publié en français sous le titre Aux innocents les mains rouges, Paris, Éditions de Trévise, coll. « Le Cachet » no 20, 1948 ; réédition, Paris, Opta, collection Littérature policière, 1975
- Man with a Calico Face (1951)
- The Crooked Man ou Man Alone (1952)
- An Afternoon to Kill (1953)
- The Party at No. 5 ou The Cellar at No. 5 (1954) Publié en français sous le titre Mauvais Ménage, Paris, Christian Bourgois, Collection P.J., 1972
- The Lord Have Mercy ou The Shrew Is Dead (1956)
- Rachel Weeping: a triptych (1957)
- The Ballad of the Running Man (1961) Publié en français sous le titre La Fin des fins, Paris, Presses de la Cité, Un mystère 1re série no 660, 1963 ; réédition, Paris, Presses Pocket no 1138, 1974
- A Grave Affair: a novel of suspense (1971) Publié en français sous le titre Corps diplomatique, Paris, Presses de la Cité, Punch 1re série no 17, 1973; réédition, Paris, Presses de la Cité, Punch 2e série no 26, 1977
- A Game of Consequences (1978)

#### Autres romans
- Horizon of Heart (1986)
- The Pearls (1987)
- Edge of Passion (1991)

### Nouvelles
- Pearls Without Price (1946)
- Flick's Woodcraft Test (1946)
- Captain Jenkins and Amadeo Smith (1949) dans le recueil collectif Weird and Occult Miscallany
- Did It Happen? (1959)
- The Follower (1969) dans le recueil collectif The Fifth Ghost Book
- I'll Wait For You (1970) dans le recueil collectif The Sixth Ghost Book
- A Thing Possessed (1971) dans le recueil collectif The Seventh Ghost Book

## Filmographie

### Comme scénariste

#### Au cinéma
- 1959 : Les Yeux du témoin (Tiger Bay), film britannique réalisé par J. Lee Thompson, adaptation, par Shelley Smith et John Hawkesworth, de la nouvelle Rodolphe et le Révolver (1957) de Noël Calef, avec Hayley Mills, Horst Buchholz et John Mills

#### À la télévision
- 1960 : : ITV Television Playhouse (série télévisée) - Saison 5, épisode 31 : Missing from Home, adaptation de Shelley Smith d'après un récit de Rosemary Timperley (en)

### Adaptations

#### Au cinéma
- 1963 : Le Deuxième Homme (The Running Man), film britannique réalisé par Carol Reed, d'après le roman La Fin des fin, avec Laurence Harvey, Lee Remick et Alan Bates

#### À la télévision
- 1957 : Climax! (série télévisée) - Saison 3, épisode 15 : The Trouble at No. 5, d'après le roman Mauvais Ménage

## Prix et distinction

### Prix
- Grand prix de littérature policière 1963 pour La Fin des fins[1]

### Nomination
- Prix Edgar-Allan-Poe 1963 du meilleur roman pour The Ballad of the Running Man (La Fin des fins)[2]

## Sources
- Claude Mesplède (dir.), Dictionnaire des littératures policières, vol. 2 : J - Z, Nantes, Joseph K, coll. « Temps noir », 2007, 1086 p. (ISBN 978-2-910-68645-1, OCLC 315873361), p. 802.